# Ernest Stanley Salmon
Ernest Stanley Salmon (1 de junio de 1871 - 12 de octubre de 1959) fue un fitopatólogo, micólogo, briólogo, y botánico inglés, y también ornitólogo.

## Biografía
Fue reconocido por su obra en cruzar nuevas variedades de lúpulos. Salmon cruzó un lúpulo silvestre de Manitoba con una variedad inglesa, creando el híbrido C9a, lanzado al mercado en 1934 como Brewer's Gold (oro de Brewer); aunque el cruzamiento original murió durante el invierno boreal de 1918-19,: 17  se convirtió en el antepasado de casi todas las nuevas variedades de alto alfa de lúpulo lanzados desde entonces.

## Variedades introducidas por Salmon
Fue instrumental en introducir numerosas nuevas variedades al cultivo comercial del RU. Brewer's Gold fue el cruzamiento seminal creado por Salmon y ancestro de la mayoría de las variedades de alta alfa liberadas desde entonces. Su semilla fue plantada por Salmon en 1919 de un cruzamiento de una hembra silvestre en Manitoba (cultivados en Wye e identificado como BB1) con un macho hop inglés. Brewer's Gold fue su primer lanzamiento comercial, introducido en 1934, casi tres décadas después de que comenzó su investigación en Wye College. La mayor parte de sus lanzamientos se produjo en la década de 1940, en concepto del interés de Brewer en las "Nuevas Variedades" creció y muchos ensayos de elaboración de lúpulo que se originan en Wye.: 213 
Salmon era aborigen de Richmond, Surrey, en 1871 y ocupó varios puestos de investigación y de enseñanza a través de su vida. Fue investigador en Kew Gardens de 1899 a 1906 y en el Wye College de 1906 a 1937. En 1912, ganó la cátedra de micología en la London University y promovido a profesor titular en 1925.
No se casó y vivió la mayor parte de su vida en Wye. He died in a Folkestone nursing home on October 12, 1959.

## Estudios fitopatológicos
A pesar de que es recordado hoy como un criador de lúpulos, su carrera comenzó como patólogo micólogo y vegetal con el Laboratorio Jodrell de Kew en 1899. Se especializó en el estudio de mildius, un hongo que comúnmente afecta a los cultivos de alimentos, y un tema en particular para el lúpulo, y para los cuales no había tratamiento en el momento.: 181 

## Programa de mejoramiento
Hasta cerca de 1900, there were no large scale, scientific attempts to cultivate new varieties of hops.: 70  There were some known varieties, but they were identified primarily by geography and gross differences in the plants' characteristics. While hops were propagated by root cuttings, "cloning" certain genomes, little effort was expended in preserving specific strains or in producing new, high quality cultivars. On top of this, crop yield was highly variable from year to year, due to the effects of disease, pests, and rainfall. Farmers would experience a full crop yield perhaps once in a decade, leading to overplanting, which in turn caused large variances in the supply and price of hops between good and bad harvests. Wye College started a hop cultivation program in 1904 to address this issue by applying new principles of plant breeding to the crop. By 1917, Salmon and Wye had partnered with the East Malling Research Station to grow hops on a larger scale, in order to evaluate the commercial properties of promising crosses.: 578 
Salmon's first goal for the hop breeding program, as an extension of his research in plant pathology, was to develop disease-resistant strains. Through Salmon's career, hops were known to be a bittering agent, but research and interest in hops, particularly those originating in the Americas, was around the preservative value of the hops, the source of that value, and methods of measurement.: 221–3  Despite this value, brewers generally regarded American-grown hops as inferior, because of their higher levels of bitterness and particularly because of aromas considered unpleasant at the time.: 16  Salmon noted early on that English brewers were forced to blend in American-grown hops for their higher preservative value, despite this inferiority, and his breeding research expanded to include this criteria.: 211 
As his research was directed toward commercial exploitation of hops, the published summaries generally included the parentage of each variety, comparative crop yield, resistance to common diseases, "resins-contents" (α- and β-acids), and particularly the results of commercial brewing trials with promising strains.
| Variedad             | Lanzamiento | Notas                                                                                            |
| -------------------- | ----------- | ------------------------------------------------------------------------------------------------ |
| Brewer's Gold        | 1934        | Planting C9a. Ancestro de la mayoría de los cultivares de lúpulo modernos.                       |
| Brewer's Favorite    | 1934        | Cruza OP21                                                                                       |
| Quality              | 1936        |                                                                                                  |
| Early Promise        | 1937        | Cruza X35                                                                                        |
| Bullion              | 1938        |                                                                                                  |
| July Hop             | 1940        | Cruza CC31                                                                                       |
| Nonsuch              | 1940        | Cruza OB53                                                                                       |
| August Gold          | 1940        | Cruza WWF12                                                                                      |
| Nonsuch (2º)         | 1942        | Cruza OM26                                                                                       |
| Brewers Standby      | 1943        |                                                                                                  |
| College Cluster      | 1943        |                                                                                                  |
| Malling Midseason    | 1943        |                                                                                                  |
| John Ford            | 1944        |                                                                                                  |
| Northern Brewer      | 1944        |                                                                                                  |
| Pride of Kent        | 1946        |                                                                                                  |
| Sunshine             | 1946        |                                                                                                  |
| Agate                | 1947        | Cruza AGG8                                                                                       |
| Giantess             | 1947        |                                                                                                  |
| Concord              | 1948        |                                                                                                  |
| Early Choice         | 1948        |                                                                                                  |
| Keyworths Early      | 1949        | Cruza OJ47, resistente a verticilosis. Desciende del lúpulo silvestre de EE. UU. vía Y90 y EE92. |
| Keyworths Midseason  | 1949        | Cruza OR55, resistente a verticilosis. Polinización libre en 1924 de lúpulo silv. americano.     |
| Brambling Cross      | 1951        | Cruza OT48                                                                                       |
| Norton Court Golding | 1952        |                                                                                                  |
| Copper Hop           | 1954        |                                                                                                  |

## Honores
- 1911 electo Pte. de la Sociedad Micológica Británica

- La abreviatura «E.S.Salmon» se emplea para indicar a Ernest Stanley Salmon como autoridad en la descripción y clasificación científica de los vegetales.[15]